# Philodryas psammophidea
Espèce
Synonymes
- Dirrhox lativittatus Cope, 1887
- Philodryas psammophideus Günther, 1872
- Philodryas borellii Peracca, 1897
- Liophis trifasciatus Werner, 1899
- Philodryas lineatus Werner, 1909
- Philodryas werneri Müller, 1925

Statut de conservation UICN

 LC  : Préoccupation mineure
Philodryas psammophidea  est une espèce de serpents de la famille des Dipsadidae.

## Répartition
Cette espèce se rencontre :
- dans le sud du Brésil ;
- dans l'est de la Bolivie ;
- au Paraguay ;
- en Argentine dans les provinces de Corrientes, de Santa Fe, du Chaco, de Tucumán, de Córdoba, de Catamarca, de Formosa, de Jujuy, de La Rioja, de La Pampa, de Mendoza, de Neuquén, de Río Negro, de Salta, de San Juan, de San Luis et de Santiago del Estero.

## Publication originale
- Günther, 1872 : Seventh account of new species of snakes in the collection of the British Museum. Annals and Magazine of Natural History, sér. 4, vol. 9, p. 13-37 (texte intégral)